# 887

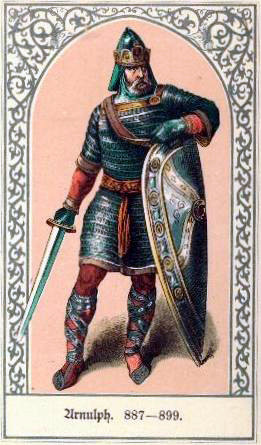
Koning Arnulf van Karinthië (ca. 845 - 899)

Het jaar 887 is het 87e jaar in de 9e eeuw volgens de christelijke jaartelling.

## Gebeurtenissen

### Europa
- 10 januari - Boso, stichter van het koninkrijk Provence, overlijdt in Vienne na een regeerperiode van 7 jaar. Hij wordt opgevolgd door zijn zoon Lodewijk de Blinde, die de werkelijke macht (vanwege zijn jeugdige leeftijd) moet delen met zijn zwager Rudolf I. Hij wordt de facto heerser van Neder-Bourgondië.
- 18 september - Pietro I Candiano, doge van Venetië, sneuvelt tijdens een zeeslag tegen de Narentijnse piraten uit Dalmatië. De Venetianen breiden hun handel verder uit in de Adriatische Zee. De stad Comacchio gelegen aan de Po wordt een welvarend handelscentrum door kooplieden uit Venetië.
- november - Keizer Karel de Dikke wordt na een staatsgreep afgezet door de Frankische adel en wordt gedwongen de keizerskroon af te staan. Hij wordt opgevolgd door zijn neef Arnulf van Karinthië (een onwettige zoon van koning Karloman van Beieren) als heerser van het Oost-Frankische Rijk.
- Ranulf II, een Frankische edelman, wordt (na de afzetting van Karel de Dikke) benoemd tot hertog (ofwel 'koning') van Aquitanië. Hij verklaart zich onafhankelijk van het West-Frankische Rijk en steunt Guido van Spoleto in zijn poging om het koningschap tegen zijn rivaal Odo van Parijs.
- december - Berengarius I, een kleinzoon van koning Lodewijk de Vrome, wordt (nadat het Frankische Rijk definitief uiteen is gevallen) door de Lombardische adel gekozen tot nieuwe heerser van Italië. Hij wordt in Pavia (Noord-Italië) gekroond met de IJzeren Kroon.

### Japan
- 26 augustus - Keizer Kōkō overlijdt na een regeerperiode van 3 jaar. Hij wordt opgevolgd door zijn 20-jarige zoon Uda als de 59e keizer van Japan.

## Overleden
- 10 januari - Boso (42), koning van Bourgondië
- 26 augustus - Kōkō (57), keizer van Japan
- 18 september - Pietro I Candiano, doge van Venetië
- Ibn Majah, Perzisch hadithverzamelaar (of 889)
- Abbas ibn Firnas, Andalousische wetenschapper